# Rio Bagagem (vattendrag i Brasilien, Goiás)
Rio Bagagem är ett vattendrag i Brasilien.   Det ligger i delstaten Goiás, i den centrala delen av landet, 200 km norr om huvudstaden Brasília.
Trakten runt Rio Bagagem är nära nog obefolkad, med mindre än två invånare per kvadratkilometer.